# 梅克倫堡-什未林自由邦
梅克倫堡-什未林自由邦（德語：Freistaat Mecklenburg-Schwerin）是魏瑪共和國的行政區劃之一，創建於1918年，前身是前身是梅克倫堡-施特雷利茨大公國。1933年納粹黨上台之後，該邦和梅克倫堡-施特雷利茨自由邦合併。

## 外部連結
- States of Germany since 1918 （页面存档备份，存于）